# Liaoning Nanzi Paiqiu Dui 2014-2015
Questa voce raccoglie le informazioni riguardanti il Liaoning Nanzi Paiqiu Dui nelle competizioni ufficiali della stagione 2014-2015.

## Organigramma societario
Area tecnica
- Allenatore: Sui Shengsheng

## Rosa
| N° | Nome            | Ruolo | Data di nascita   | Nazionalità sportiva |
| -- | --------------- | ----- | ----------------- | -------------------- |
| 1  | Ma Ming         | C     | 5 aprile 1983     | Cina                 |
| 2  | Li Bowen        | P     | 3 ottobre 1995    | Cina                 |
| 3  | Ding Li         | L     | 9 aprile 1995     | Cina                 |
| 4  | Jiang Hongyu    | C     | 7 agosto 1996     | Cina                 |
| 5  | Liang Chunglong | C     | 25 marzo 1988     | Cina                 |
| 6  | Chu Hongwei     | P     | 15 gennaio 1996   | Cina                 |
| 7  | Liu Chunjiang   | S     | 29 aprile 1990    | Cina                 |
| 8  | Yuan Zhi        | S/O   | 29 settembre 1981 | Cina                 |
| 9  | Leng Zhimin     | S/O   | 4 giugno 1993     | Cina                 |
| 10 | Zhou Dehong     | S/O   | 7 maggio 1987     | Cina                 |
| 11 | Kong Fanwei     | L     | 4 dicembre 1988   | Cina                 |
| 13 | Shi Xuefeng     | S/O   | 2 febbraio 1994   | Cina                 |
| 14 | Men Hongchao    | C     | 20 dicembre 1993  | Cina                 |
| 15 | Yu Shibo        | P     | 6 dicembre 1987   | Cina                 |
| 16 | Ma Zihui        | C     | 24 giugno 1989    | Cina                 |
| 18 | Song Yuchen     | S     | 16 marzo 1990     | Cina                 |

## Mercato
| Acquisti | Acquisti     | Acquisti | Acquisti |
| R.       | Nome         | da       | Modalità |
| -------- | ------------ | -------- | -------- |
| C        | Men Hongchao | ?        | ?        |

| Cessioni | Cessioni      | Cessioni | Cessioni |
| R.       | Nome          | a        | Modalità |
| -------- | ------------- | -------- | -------- |
| S        | Cong Xu       | ?        | ?        |
| S        | Wu Guorong    | ?        | ?        |
| S        | Zhang Mingwei | ?        | ?        |

## Risultati

### Volleyball League A

#### Regular season

##### Prima fase
| 1ª giornata - 16 novembre 2014 Fujian Normal University Gymnasium, Fuzhou   | Fujian    | 3 - 1 | Liaoning  | 25-16, 26-24, 20-25, 25-17        |
| 2ª giornata - 20 novembre 2014 Guangzhou Sport University Gymnasium, Canton | Guangdong | 3 - 2 | Liaoning  | 25-27, 31-29, 25-16, 19-25, 15-12 |
| 3ª giornata - 23 novembre 2014 Hunnan Training Base, Shenyang               | Liaoning  | 3 - 1 | Sichuan   | 25-20, 22-25, 25-18, 25-23        |
| 4ª giornata - 27 novembre 2014 Liao Stadium, Liaoyang                       | Liaoning  | 0 - 3 | Shandong  | 23-25, 21-25, 19-25               |
| 5ª giornata - 30 novembre 2014 Luwan Gymnasium, Shanghai                    | Shanghai  | 3 - 0 | Liaoning  | 25-20, 25-20, 25-20               |
| 6ª giornata - 4 dicembre 2014 Liao Stadium, Liaoyang                        | Liaoning  | 1 - 3 | Fujian    | 25-13, 18-25, 15-25, 16-25        |
| 7ª giornata - 7 dicembre 2014 Liao Stadium, Liaoyang                        | Liaoning  | 3 - 2 | Guangdong | 18-25, 25-22, 12-25, 25-20, 15-13 |
| 8ª giornata - 11 dicembre 2014 Ziyang Stadium, Ziyang                       | Sichuan   | 3 - 0 | Liaoning  | 25-12, 25-21, 25-18               |
| 9ª giornata - 14 dicembre 2014 Liao Stadium, Liaoyang                       | Liaoning  | 2 - 3 | Shanghai  | 21-25, 25-23, 25-23, 16-25, 7-15  |
| 10ª giornata - 18 dicembre 2014 Laiwu City Gymnasium, Laiwu                 | Shandong  | 3 - 0 | Liaoning  | 25-21, 25-17, 25-18               |

##### Seconda fase
| 11ª giornata - 21 dicembre 2014 Shaoxing City Gymnasium, Shaoxing            | Zhejiang | 3 - 1 | Liaoning | 21-25, 25-22, 25-16, 25-16 |
| 12ª giornata - 25 dicembre 2014 Shijiazhuang Zhongshan Stadium, Shijiazhuang | Hebei    | 1 - 3 | Liaoning | 25-15, 16-25, 19-25, 18-25 |
| 13ª giornata - 28 dicembre 2014 Liao Stadium, Liaoyang                       | Liaoning | 3 - 0 | Zhejiang | 25-19, 25-21, 25-20        |
| 14ª giornata - 1º gennaio 2015 Liao Stadium, Liaoyang                        | Liaoning | 3 - 0 | Hebei    | 25-17, 25-20, 25-16        |

## Statistiche

### Statistiche di squadra
| Competizione        | Punti | In casa | In casa | In casa | In trasferta | In trasferta | In trasferta | Totale | Totale | Totale |
| Competizione        | Punti | G       | V       | P       | G            | V            | P            | G      | V      | P      |
| ------------------- | ----- | ------- | ------- | ------- | ------------ | ------------ | ------------ | ------ | ------ | ------ |
| Volleyball League A | 12    | 7       | 4       | 3       | 7            | 1            | 6            | 14     | 5      | 9      |
| Totale              | -     | 7       | 4       | 3       | 7            | 1            | 6            | 14     | 5      | 9      |

G = partite giocate; V = partite vinte; P = partite perse

### Statistiche dei giocatori
| Giocatore | Volleyball League A | Volleyball League A | Volleyball League A | Volleyball League A | Volleyball League A | Totale | Totale | Totale | Totale | Totale |
| Giocatore | P                   | PT                  | AV                  | MV                  | BV                  | P      | PT     | AV     | MV     | BV     |
| --------- | ------------------- | ------------------- | ------------------- | ------------------- | ------------------- | ------ | ------ | ------ | ------ | ------ |
| Chu H.    | ?                   | ?                   | ?                   | ?                   | ?                   | ?      | ?      | ?      | ?      | ?      |
| Ding L.   | ?                   | ?                   | ?                   | ?                   | ?                   | ?      | ?      | ?      | ?      | ?      |
| Jiang H.  | ?                   | ?                   | ?                   | ?                   | ?                   | ?      | ?      | ?      | ?      | ?      |
| Kong F.   | ?                   | ?                   | ?                   | ?                   | ?                   | ?      | ?      | ?      | ?      | ?      |
| Leng Z.   | ?                   | ?                   | ?                   | ?                   | ?                   | ?      | ?      | ?      | ?      | ?      |
| Liang C.  | ?                   | ?                   | ?                   | 36                  | ?                   | ?      | ?      | ?      | 36     | ?      |
| Liu C.    | ?                   | 137                 | 116                 | 9                   | 12                  | ?      | 137    | 116    | 9      | 12     |
| Li B.     | ?                   | ?                   | ?                   | ?                   | ?                   | ?      | ?      | ?      | ?      | ?      |
| Ma M.     | ?                   | ?                   | ?                   | ?                   | ?                   | ?      | ?      | ?      | ?      | ?      |
| Ma Z.     | ?                   | ?                   | ?                   | ?                   | ?                   | ?      | ?      | ?      | ?      | ?      |
| Men H.    | ?                   | ?                   | ?                   | ?                   | ?                   | ?      | ?      | ?      | ?      | ?      |
| Shi X.    | ?                   | ?                   | ?                   | ?                   | ?                   | ?      | ?      | ?      | ?      | ?      |
| Song Y.   | ?                   | 152                 | 136                 | 6                   | 10                  | ?      | 152    | 136    | 6      | 10     |
| Yuan Z.   | ?                   | 168                 | 150                 | 5                   | 13                  | ?      | 168    | 150    | 5      | 13     |
| Yu S.     | ?                   | ?                   | ?                   | ?                   | ?                   | ?      | ?      | ?      | ?      | ?      |
| Zhou D.   | ?                   | ?                   | ?                   | ?                   | ?                   | ?      | ?      | ?      | ?      | ?      |

P = presenze; PT = punti totali; AV = attacchi vincenti; MV = muri vincenti; BV = battute vincenti